# Inibitore di encefalinasi
Un inibitore dell'encefalinasi è un tipo di inibitore dell'enzima che inibisce uno o più membri della classe di enzimi dell'encefalinasi che scompongono i peptidi endogeni dell'oppio. Esempi includono racecadotril, ubenimex (bestatina), RB-101 e D-fenilalanina, nonché i peptidi endogeni oppioidi opiorfina e dinorfina. Gli effetti analgesici, antidepressivi, ansiolitici e antidiarroici sono proprietà comuni degli inibitori dell'encefalinasi.